# Titularbistum Lauzadus
Lauzadus (ital.: Lauzado) ist ein Titularbistum der römisch-katholischen Kirche. 
Es geht zurück auf das untergegangene Bistum der antiken und byzantinischen Stadt Lauzados in der kleinasiatischen Landschaft Isaurien (heute Türkei) und gehörte der Kirchenprovinz Seleucia in Isauria an.
| Titularbischöfe von Lauzadus |                                     |                                              |                  |                 |
| Nr.                          | Name                                | Amt                                          | von              | bis             |
| 1                            | Jacques Hubert Goumans OSCr         | Apostolischer Vikar von Bandung (Indonesien) | 16. Oktober 1941 | 6. Oktober 1953 |
| 2                            | Vicente Ângelo José Marchetti Zioni | Weihbischof im São Paulo (Brasilien)         | 20. April 1955   | 25. März 1964   |